# جايسون تورنر (لاعب رماية)
جايسون تورنر (بالإنجليزية: Jason Turner)‏ هو لاعب رماية أمريكي، ولد في 31 يناير 1975 في روتشستر في الولايات المتحدة.

## وصلات خارجية
- جايسون تورنر على موقع الاتحاد الدولي (الإنجليزية)
- جايسون تورنر على موقع أوليمبيديا (الإنجليزية)